# Igor Medved
Igor Medved (Ljubljana, 9. ožujka 1981.), slovenski skijaš skakač. Član je SSK Ilirija.
U Svjetskom je kupu debitirao sezone 2000./01. na Turneji četiriju skakaonica u Bischofshofenu 6. siječnja. Završio je na 37. mjestu. Dva jedna poslije u momčadskoj konkurenciji u Park Cityju je zajedno s kolegama Žontom, Frasom i Radeljem postigao iznenađujuće četvrto mjesto. Prve je bodove osvojio u Salt Lake Cityju 16. mjestom. Najveći doseg mu je treće mjesto u Trondheimu iste sezone. Najduži skok u karijeri ostvario je 2001. na Planici, 206 metara.
Bio je član sastava za Olimpijske iger v Salt Lake Cityju 2002. godine, ali nije nastupio jer ga je u internim kvalifikacijama pobijedio Damjan Fras. Na momčadskom natjecanju u Lahtiju u Svjetskom kupu slovenska je ekipa osvojila 2. mjesto. Sezono je završio kao 24. skakač na svijetu. Poslije u Svjetskom kupu nije postizao rezultate i pala mu je forma. Ispao je iz gornjeg doma svjetskih skakača pa je nastupao na natjecanjima nižeg ranga.
5. siječnja 2006. odlučio je ostaviti se aktivne skakačke karijere te se posvetiti radu s mladim skakačima.

## Vanjske poveznice
- Igor Medved  Arhivirana inačica izvorne stranice od 28. rujna 2013. (Wayback Machine) na stranicama Međunarodne skijaške federacije